# Michel Ngonge
Felix Michel Ngonge (Hoei, 17 augustus 1967) is een voormalig Congolees voetballer.

## Spelerscarrière
Ngonge maakte zijn eersteklassedebuut bij Racing Jet Brussel. Na de naamswijziging van de club als gevolg van de verhuis van Jette naar Waver bleef Ngonge nog één seizoen bij de club, om vervolgens in 1989 naar AA Gent te verhuizen. Bij Gent klikte het echter niet met trainer René Vandereycken, waarop Ngonge al na een jaar naar derdeklasser RFC Seraing verkaste. Met de Luikse club werd hij meteen kampioen in Derde klasse, en ook in Tweede klasse deed Ngonge het goed met Seraing: hij eindigde derde en nam met de club deel aan de eindronde voor promotie. Toch koos hij in 1992 voor een terugkeer naar Derde klasse door voor RAA Louviéroise te tekenen. Ook met de Henegouwers promoveerde hij van Derde naar Tweede klasse. 
In 1995 keerde Ngonge terug naar Eerste klasse door bij KRC Harelbeke te tekenen. Ngonge brak in het seizoen 1995/96 helemaal door: hij scoorde veertien doelpunten in de competitie en eindigde na afloop van het seizoen tweede in de verkiezing van de Ebbenhouten Schoen, na Anderlecht-verdediger Celestine Babayaro. Het leverde hem een transfer op naar het Turkse Samsunspor, waarmee hij twee keer een ticket voor de Intertoto Cup afdwong.
In 1998 maakte Ngonge de overstap naar Watford FC, dat toen in de First Division (het tweede niveau in het Engelse voetbal) speelde. Ngonge maakte in zijn eerste seizoen voor Watford zes doelpunten, waaronder enkele heel belangrijke: zo scoorde hij in de eindronde voor promotie het enige doelpunt in de heenwedstrijd van de halve finale. Watford won uiteindelijk de eindronde, waardoor Ngonge in het seizoen 1999/00 mocht uitkomen in de Premier League. Ngonge scoorde op de openingsspeeldag tegen Wimbledon FC en scoorde nadien ook tegen Sheffield Wednesday, Newcastle United, Sunderland FC en Everton FC. Ondanks 5 competitiedoelpunten in 23 wedstrijden werd Ngonge in maart 2000 uitgeleend aan tweedeklasser Huddersfield Town.
Nadat Watford in 2000 uit de Premier League degradeerde, werd Ngonge verkocht aan Queens Park Rangers, waar hij in de First Division 3 keer scoorde in 15 wedstrijden. Ngonge sloot zijn spelerscarrière in 2002 af bij het Schotse Kilmarnock FC.

## Persoonlijk
Ngonge is de vader van voetballer Cyril Ngonge.